# NGC 5511
NGC 5511 (również PGC 50771) – galaktyka spiralna (S?), znajdująca się w gwiazdozbiorze Wolarza. Odkrył ją George Hough 10 maja 1883 roku. Identyfikacja obiektu NGC 5511 nie jest pewna ze względu na niedokładność podanej przez odkrywcę pozycji i nieprecyzyjny opis; w bazie SIMBAD jako NGC 5511 skatalogowano sąsiednią galaktykę PGC 50778 (zwaną czasem NGC 5511A).